# Керімов Аслан Самед-огли
Аслан Самед огли Керімов (азерб. Aslan Səməd oğlu Kərimov; нар. 1 січня 1973, Баку, Азербайджанська РСР) — азербайджанський футболіст, що грав на позиції півзахисника та захисника.

## Клубна кар'єра
Почав футбольну кар'єру 1990 року в «Нефтчі», був гравцем клубів «Іншаатчі», «МЦОП-Терміст», «Азері», «Карабах», «Капяз», «АНС-ПІвані» та «Шамкір». Зіграв 425 матчів та забив 17 голів. Завершив кар'єру футболіста в кінці 2011 року.

## Збірна кар'єра
З 1994 року по 2008 рік був в складі національної збірної Азербайджану та довгий час був капітаном команди. Провів 80 ігор та забив 1 гол.

## Кар'єра тренера
Тренерську кар'єру розпочав у клубі «Сумгаїт», водночас працюючи помічником головного тренера в юнацькій збірній (U-15). У червні 2012 року за рішенням керівництва залишив сумгаїтський клуб.

## Досягнення
- Переможець Кубка Азербайджану:1993, 2006, 2009
- Чемпіон Азербайджану: 1993, 1998/99, 2000/01,2001/2002
- Срібний призер чемпіонату Азербайджану: 1993/94, 1996/97
- Бронзовий призер чемпіонату Азербайджану: 2003/04, 2009/10, 2010/11